# Unidos de Parada Angélica
Unidos de Parada Angélica foi um bloco carnavalesco de Duque de Caxias, que participa do Carnaval carioca e de sua própria cidade. Era sediado no bairro de Parada Angélica.

## História
Em 2010, desfilou em Bonsucesso, obtendo a sétima colocação do Grupo 3. Foi rebaixado para o recém-criado Grupo 4 dos blocos de enredo para 2013, ano em que homenageou o falecido intérprete Jamelão. Homenageou o jogador de futebol, também falecido, Mané Garrincha, no ano seguinte.
Em 2014, desfilou duas vezes pela Federação dos Blocos, no Rio de Janeiro, e no Carnaval de Duque de Caxias. A partir do ano seguinte, a agremiação entrou em inatividade.

## Carnavais
| Ano  | Colocação | Grupo           | Enredo                                              | Carnavalesco         | Ref.        |
| ---- | --------- | --------------- | --------------------------------------------------- | -------------------- | ----------- |
| 2006 | 6° lugar  | 3-Bloco         | Emilinha Borba, brilha no céu mais uma estrela.     | Almir Gomes          | [ 4 ]       |
| 2007 | 6° lugar  | 3-Bloco         | Descobrimento do Brasil, Uma aventura no novo mundo | Almir Gomes          | [ 5 ]       |
| 2008 | 5° lugar  | 3-Blocos        | Fernando de Noronha, a Esmeralda do Atlântico       | Almir Gomes          | [ 6 ]       |
| 2009 | 6° lugar  | 3-Bloco         | As Sete Maravilhas do Rio                           | Almir Gomes          | [ 7 ]       |
| 2010 | 6° lugar  | 3-Bloco         | Amazônia, salve o nosso planeta                     | Almir Gomes          | [ 8 ] [ 3 ] |
| 2011 |           | 3-Bloco         |                                                     |                      |             |
| 2012 | 2º lugar  | 4-Bloco         | Sou Criança, Sou Feliz, Mistério da Vida “Jamelão"  | Roberto Fonseca      | [ 9 ]       |
| 2013 | 2º lugar  | 4-Bloco         | 'Garrincha, O anjo das pernas tortas                | Roberto Fonseca      | [ 10 ]      |
| 2014 | 6º lugar  | 4-BLOCO         | Duque de Caxias, Eu Sou!!                           | Comissão de Carnaval | [ 11 ]      |
| 2014 | 6º lugar  | Duque de Caxias | Duque de Caxias, Eu Sou!!                           | Comissão de Carnaval | [ 12 ]      |